# Jízlivě tvůj
Jízlivě tvůj (v anglickém originále Vicious) je britský sitcom, který v letech 2013 a 2015 vysílal soukromý televizní kanál ITV. Byly odvysílány dvě řady s celkem 14 díly.

## Děj
Hlavními postavami jsou sedmdesátníci Freddie Thornhill a Stuart Bixby, kteří spolu žijí skoro 50 let v malém bytě v londýnské čtvrti Covent Garden. Když se poznali, Freddie byl začínající nadějný herec a Stuart pracoval v baru. Stuart je nyní důchodce, zatímco Freddie se považuje stále za aktivního herce a hledá možnosti uplatnění. Jejich společný život sestává z péče o přestárlého psa Balthazara a neustálého vzájemného popichování. Jejich nejbližšími a jedinými přáteli je Violet, Penelope a Mason, se kterými se znají již mnoho let. K nim přibude také jejich nový soused, 22letý Ash.

## Postavy a obsazení
- Freddie Thornhill (Ian McKellen): herec, který nikdy nedostal velkou hereckou příležitost a musel se spokojit jen s podřadnými rolemi. Přesto vystupuje jako velká star, která se zná osobně s Judi Denchovou. Za jeho ironickými poznámkami, kterými neustále slovně napadá svého partnera, je přesto zřetelná dlouholetá láska.
- Stuart Bixby (Derek Jacobi): bývalý manažer v baru, jehož stále žijící matka Mildred až do konce první série neví nic o jeho vztahu s Freddiem. Také on častuje svého partnera sarkastickými komentáři, které však nikdy nemyslí vážně.
- Violet Crosby (Frances de la Tour): blízká přítelkyně Freddieho a Stuarta. I ve svém pokročilém věku stále hledá lásku svého života. Velmi je jí sympatický mladík Ash.
- Ash Weston (Iwan Rheon): 22letý heterosexuální soused, který se právě přistěhoval do bytu nad Freddiem a Stuartem. Rychle se s oběma sblížil a chodí si k nim pro rady ohledně partnerských vztahů.
- Penelope (Marcia Warren): trochu excentrická dáma a dávná přítelkyně, velmi často roztržitá a duchem nepřítomná.
- Mason Thornhill (Philip Voss): Freddieho bratr, který je stejně uštěpačný, jako oba partneři.

## Řady a díly
| Řada            | Díly            | Premiéra ve VB    | Premiéra ve VB    | Premiéra ve ČR    | Premiéra ve ČR    |
| Řada            | Díly            | První díl         | Poslední díl      | První díl         | Poslední díl      |
| --------------- | --------------- | ----------------- | ----------------- | ----------------- | ----------------- |
| 1               | 6               | 29. dubna 2013    | 10. června 2013   | 14. září 2018     | 19. října 2018    |
| Vánoční speciál | Vánoční speciál | 27. prosince 2013 | 27. prosince 2013 | 26. října 2018    | 26. října 2018    |
| 2               | 6               | 1. června 2015    | 6. července 2015  | 2. listopadu 2018 | 7. prosince 2018  |
| Speciál         | Speciál         | 16. prosince 2016 | 16. prosince 2016 | 14. prosince 2018 | 14. prosince 2018 |